# Condado de Hancock (Virginia Occidental)
El condado de Hancock (en inglés: Hancock County), fundado en 1848, es uno de los 55 condados del estado estadounidense de Virginia Occidental. En el año 2000 tenía una población de 32.667 habitantes con una densidad poblacional de 152 personas por km². La sede del condado es New Cumberland.

## Geografía
Según la Oficina del Censo, el condado tiene un área total de 228 km² (88,0 mi²), de la cual 215 km² (83,0 mi²) es tierra y 16 km² (6,2 mi²) (6.26%) es agua.

### Condados adyacentes
- Condado de Columbiana - norte, este
- Condado de Beaver - este
- Condado de Washington - sureste
- Condado de Brooke - sur
- Condado de Jefferson - oeste

### Carreteras
- U.S. Highway 30
- Ruta de Virginia Occidental 2
- Ruta de Virginia Occidental 8

## Demografía
En el 2000 la renta per cápita promedia del condado era de $33,759, y el ingreso promedio para una familia era de $40,719. En 2000 los hombres tenían un ingreso per cápita de $34,813 versus $19,100 para las mujeres. El ingreso per cápita para el condado era de $17,724. Alrededor del 11.10% de la población estaba bajo el umbral de pobreza nacional.

## Ciudades y pueblos

### Comunidades incorporadas
- Chester
- New Cumberland
- Weirton (mayor parte de la ciudad)

### Comunidades no incorporadas
| - Chestnut Hill - Congo - Fairhaven - Kings Creek - Lawrenceville | - Lennyville - Moscow - New Manchester - Newell - Sun Valley |